# Wenzel Messenhauser

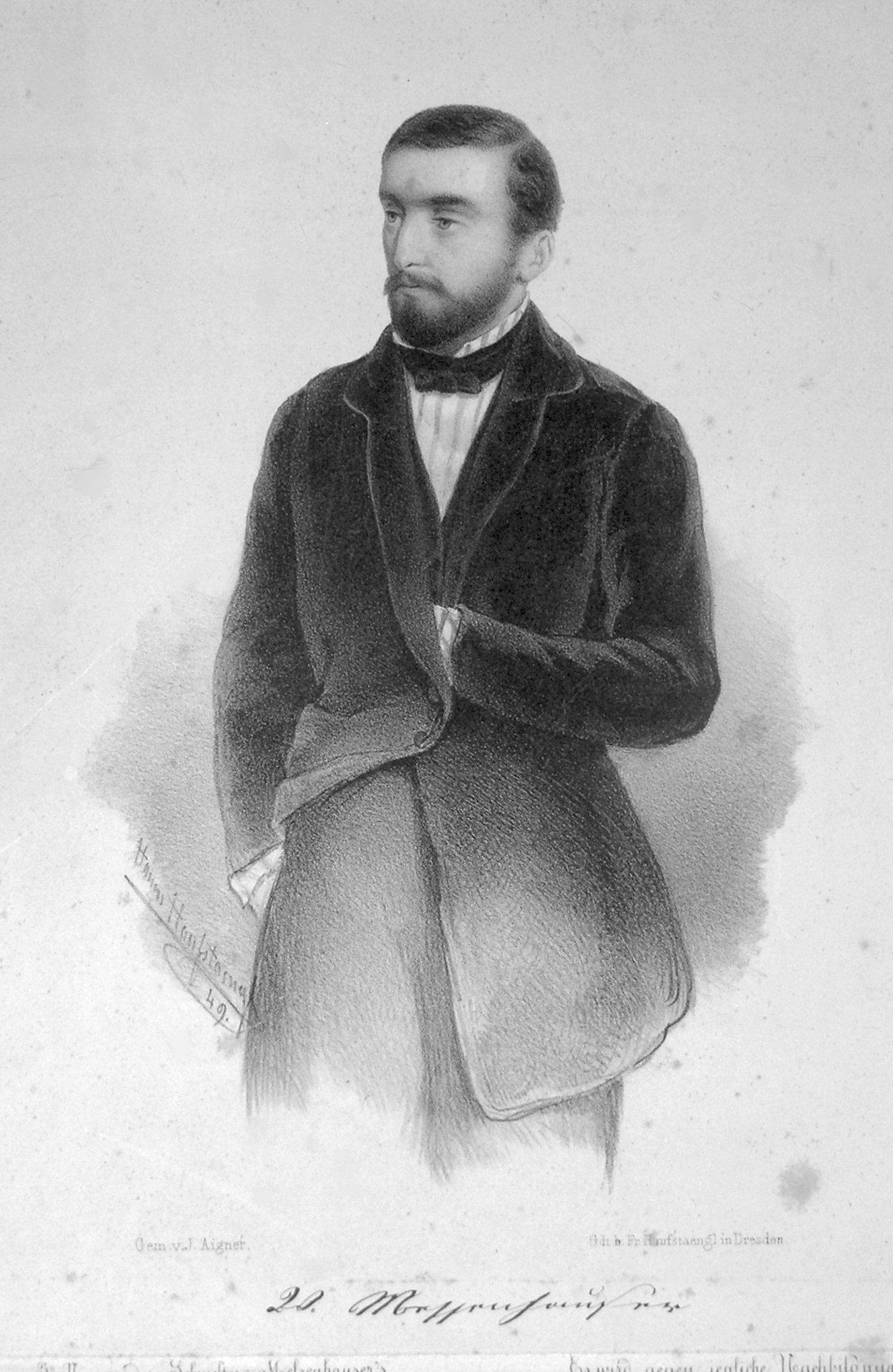
Wenzel Messenhauser, Lithographie von Hanns Hanfstaengl, 1849

Cäsar Wenzel Georg Messenhauser (* 4. Jänner 1813 in Prossnitz, Mähren; † 16. November 1848 in Wien) war ein österreichischer Offizier und Schriftsteller böhmischer Herkunft; einiges veröffentlichte er unter dem Pseudonym Wenzeslaus March.

## Leben
Wenzel Messenhauser entstammte einfachen Verhältnissen. 1829 trat er in die Armee ein. Obwohl Autodidakt, konnte er durch eine Abhandlung über die „Schiefe Schlachtordnung“ auf sich aufmerksam machen. 1840 wurde er Leutnant in Wien. Er schrieb Beiträge zu Saphirs „Humorist“ und die Regimentsgeschichte der Hoch- und Deutschmeister. Im März 1848 nahm er in Krakau seinen Abschied und ging nach Wien. Hier fungierte er für einige Zeit als Kommandant der Nationalgarde. Nachdem er im Wiener Oktoberaufstand 1848 zusammen mit Alfred Julius Becher, Robert Blum, Hermann Jellinek und dem polnischen General Józef Bem vergeblich die Stadt Wien verteidigt hatte, bot er am 29. Oktober 1848 den angreifenden Truppen unter dem Befehl von Feldmarschall Alfred I. zu Windisch-Graetz die Kapitulation an, die „Weitschweifigkeit des Fürsten Windischgrätz verhinderte“ aber einen förmlichen Abschluss. Er nahm aber auf Drängen der Offiziere der Nationalgarde den Kampf wieder auf und wurde wegen „Bruch der Kapitulation“ standrechtlich erschossen.
Im Jahr 1872 wurde in Wien-Landstraße (3. Bezirk) die Messenhausergasse nach ihm benannt.

## Werke
- Demosthenes: ein Trauerspiel in vier Acten. A. Strauss’s sel. Witwe, 1841
- Ernste Geschichten (1848)
- Erzählungen des österreichischen Hausfreundes (1848)
- Der Ratsherr (posthum erschienen). Adolph Wienbrack, 1849
- Gold wiegt schwer: Trauerspiel in fünf Aufzügen. Wien, 1849